# Anthias nicholsi
Anthias nicholsi, thường được gọi là cá mú vây vàng, là một loài cá biển thuộc chi Anthias trong họ Cá mú. Loài này được mô tả lần đầu tiên vào năm 1933.

## Phân bố và môi trường sống
A. nicholsi có phạm vi phân bố ở vùng biển Tây Đại Tây Dương. Chúng được tìm thấy từ Nova Scotia (Canada), dọc theo bờ biển phía đông Bắc Mỹ đến bang Florida (Hoa Kỳ). Ở biển Caribe từ Barbados, băng qua Nicaragua đến Costa Rica, bao gồm một số hòn đảo ngoài khơi bờ biển Trung Mỹ. Ở Nam Mỹ từ Guyana đến đông bắc Brazil. Chúng bơi thành đàn lớn xung quanh các rạn san hô và các tảng đá lớn ở độ sâu khoảng từ 55 đến 440 m.

## Mô tả
A. nicholsi trưởng thành có kích thước lớn nhất là khoảng 20 cm. Đầu trên và thân trên màu đỏ hồng với các sọc màu vàng; thân dưới màu xám bạc. Nửa đầu dưới màu trắng, có sọc màu vàng sáng chạy đến gốc vây bụng. Hai bên đầu có 2 sọc vàng: một sọc từ sau mắt đến rìa mang và một sọc từ phía trước môi trên băng xuống vùng dưới mắt đến gốc vây ngực. Mống mắt màu xanh lam. Ngoại trừ vây ngực trong suốt, các vây còn lại đều màu vàng. Thùy đuôi tròn ở chóp, viền đỏ.
Số gai ở vây lưng: 10; Số tia vây mềm ở vây lưng: 14 - 15; Số gai ở vây hậu môn: 3; Số tia vây mềm ở vây hậu môn: 6 - 8; Số tia vây mềm ở vây ngực: 18 - 19; Số vảy đường bên: 31 - 34; Số lược mang: 31 - 34.
Thức ăn của A. nicholsi là các loài sinh vật phù du và động vật giáp xác. Loài này đôi khi được đánh bắt nhằm mục đích buôn bán cá cảnh.